# Park Inn by Radisson Berlin Alexanderplatz
Das Park Inn by Radisson Berlin Alexanderplatz (ehemals: Hotel Stadt Berlin) ist ein Hochhaus am Alexanderplatz im Berliner Ortsteil Mitte. Es wurde von 1967 bis 1970 vom Kollektiv Roland Korn im Stil der sozialistischen Moderne errichtet. Die ursprüngliche Metallfassade wurde beim Umbau zwischen 2005 und 2007 durch eine Glasfassade ersetzt. Mit 125 m Höhe ist es nach dem Edge East Side Tower mit 142 m das zweitgrößte Hochhaus Berlins.

## Geschichte

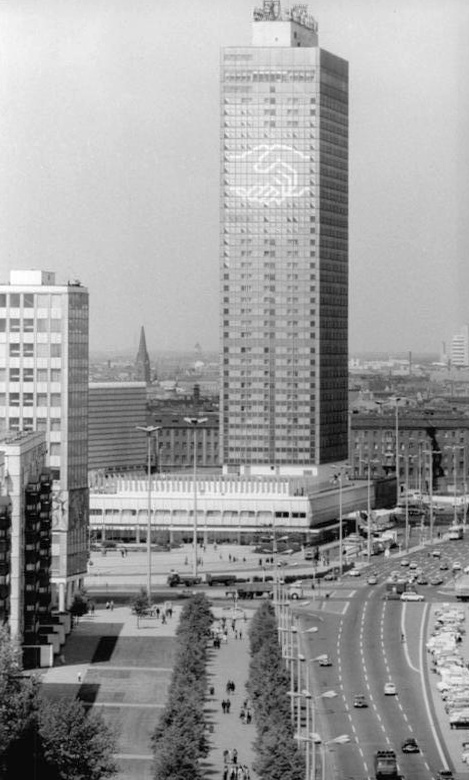
Hotel Stadt Berlin, 1976

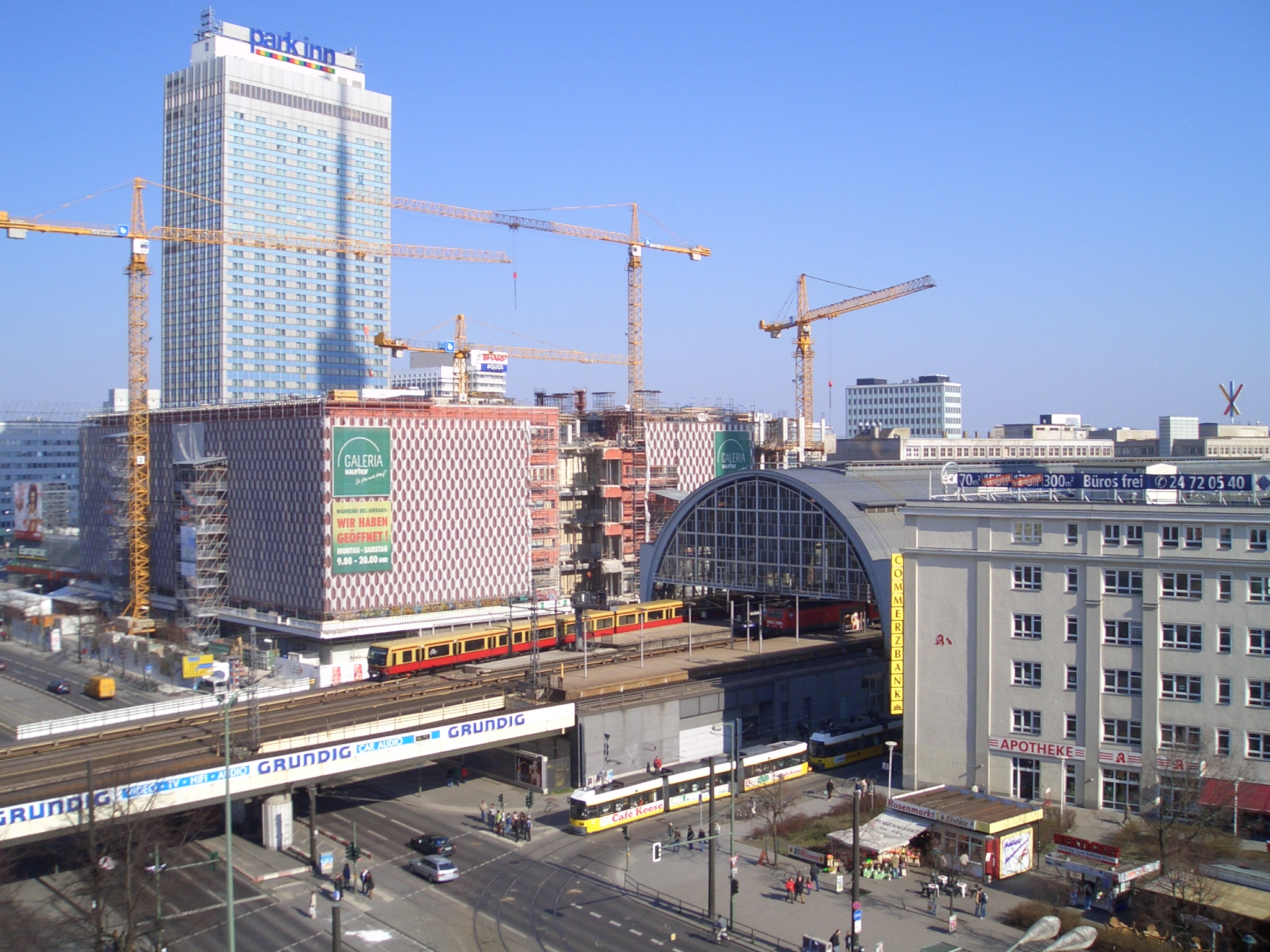
Ansicht vor dem Umbau, 2005

Das 125 m hohe Hotel steht im Nordosten des Platzes und ist ein wesentlicher Bestandteil der von 1964 bis 1970 vorgenommenen Neugestaltung des Alexanderplatzes. Dieser sah allerdings nicht das später realisierte Hochhaus mit rechteckiger Grundfläche im Norden der Bebauungsfläche vor, sondern eines mit quadratischer Grundfläche im Süden. Die Entwürfe für das Hotel lieferte das Kollektiv Roland Korn, Heinz Scharlipp und Hans Erich Bogatzky. Sie wurden zwischen 1967 und 1970 realisiert. Das ehemalige Restaurant Panorama International in der 37. Etage beherbergte lange Zeit ein Casino – das höchstgelegene Europas. Auf dem Dach befindet sich eine öffentlich zugängliche Aussichtsterrasse mit Blick nach Süden (Richtung Fernsehturm).
Eröffnet wurde das Hotel Stadt Berlin am 7. Oktober 1970, dem 21. Jahrestag der Gründung der DDR, als Interhotel mit 1982 Betten in 1006 Zimmern. Der Grundstein des Hotels wurde am 24. Juni 1967 gelegt, wo zuvor etwa die Grundstücke Memhardstraße 4–12 waren. Das 39-geschossige Haus bestand aus einem dreigeschossigen Flachbau (148 m lang, 50 m breit und 13,5 m hoch) und einem Hochkörper (123,23 m hoch, 49,7 m lang und 24,2 m breit). Zu Zeiten der Eröffnung beschäftigte das Hotel rund 1000 Mitarbeiter. Das Haus bot neben den gängigen Serviceeinrichtungen wie Friseur, Verkaufsstelle für Reisebedarf auch einen Autoservice mit Werkstatt und Waschanlage. Ein Verbindungsbau in Höhe des ersten Obergeschosses verbindet das Hotel mit dem westlich angrenzenden Warenhaus (damals: Centrum Warenhaus) und überbrückt die ehemalige Memhardstraße.
Es handelte sich um ein Vier-Sterne-Hotel. Zum damaligen Zeitpunkt waren die schnellen Aufzüge bemerkenswert. Von 1993 bis 2002 wurde das Haus durch InterContinental als Forum-Hotel Berlin betrieben. Die Eigentümer ließen das Gebäude in den folgenden 1990er Jahren sukzessive sanieren. Zuletzt wurden ab 2001 für umgerechnet rund 20 Millionen Euro alle Zimmer neu gestaltet. Seit 2003 heißt das Hotel Park Inn by Radisson Berlin Alexanderplatz, betrieben von der Rezidor Hotel Group. Derzeit (Stand: Dezember 2024) hat das Hotel 1028 Zimmer und Suiten. Mit 36,1 Millionen Euro lag es 2015 auf Rang 10 der umsatzstärksten Hotels in Deutschland und auf Platz 5 in Berlin.
Von 2005 bis 2007 wurde die 15.000 m² große, matte Metallfassade durch eine spiegelnde Glasfassade ersetzt. Die neuen 6800 Fassadenelemente kosteten rund drei Millionen Euro. Im Oktober 2006 wurden zwei 35 m hohe Antennenmasten auf dem Dach montiert. Somit liegt die Höhe inklusive Aufbauten bei 149,5 m. Das Hochhaus ist das zweithöchste reine Hotelgebäude Deutschlands und ist mit 1028 Zimmern das drittgrößte Hotel Deutschlands. Im Dezember 2006 erwarb die US-amerikanische Blackstone Group die Hotel Stadt Berlin Grundstücks GmbH einschließlich der dazugehörigen Grundstücke.

## Beschreibung

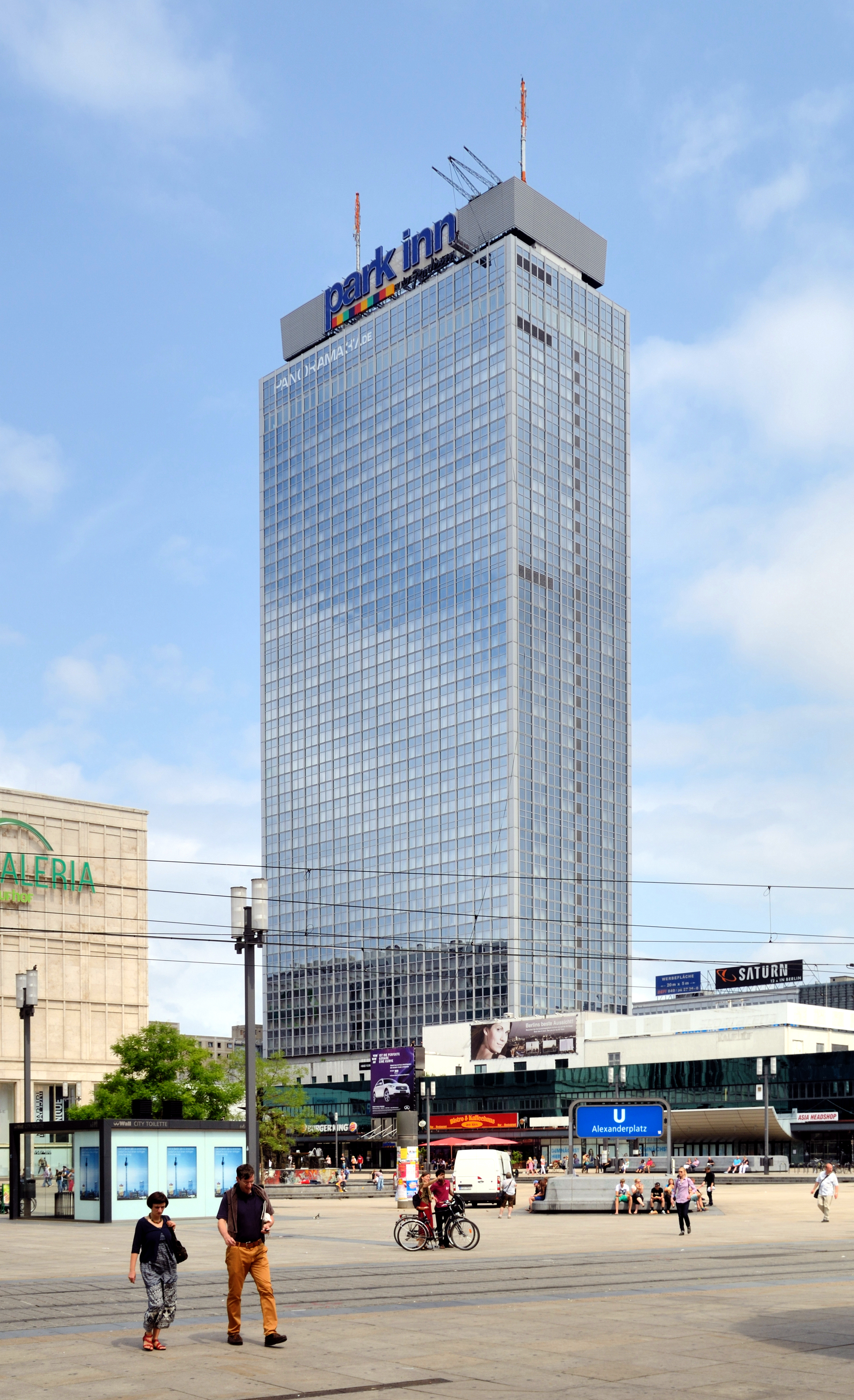
Ansicht nach dem Umbau

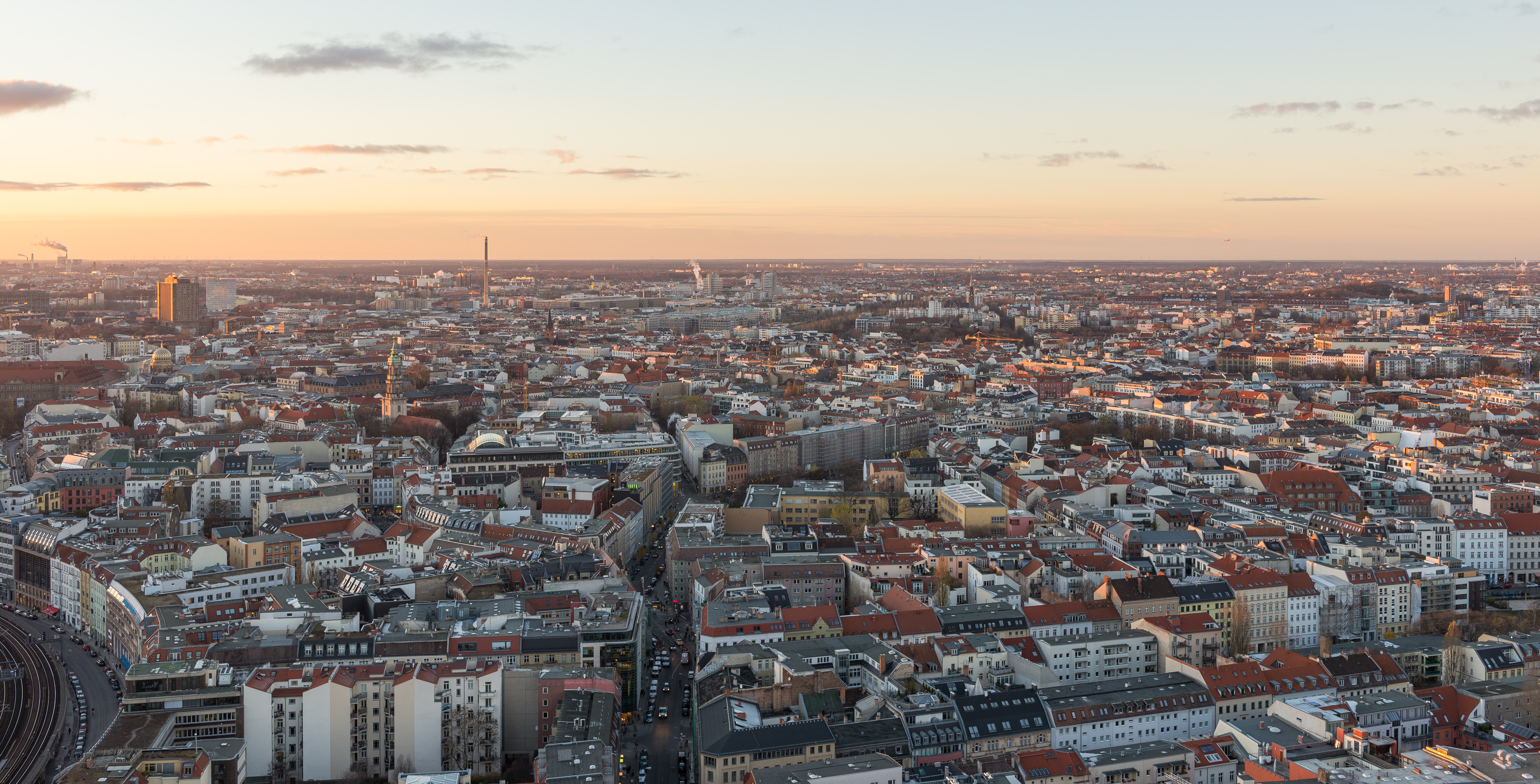
Aussicht von der Dachterrasse

### Flachbau
Der 15 m hohe – dreigeschossige und das Hochhaus umgebende – Flachbau bietet einigen gastronomischen Einrichtungen wie einem Burger-King-Restaurant und einer Eisdiele sowie einigen kleineren Ladengeschäften Platz. Bei der Eröffnung gab es hier die bei den Berlinern beliebte Zille-Stube. Der dreigeschossige Flachbau, 148 m × 50 m groß, ist im Erdgeschoss mit Schaufensterglas sowie weißen Beton-Strukturelementen gestaltet.
Im Erdgeschoss und im Untergeschoss befand sich ab 1994 eine Niederlassung der Elektronik-Fachmarktkette Saturn, die im März 2009 in das in unmittelbarer Nähe neu errichtete Geschäftshaus die mitte umgezogen ist. Die frei gewordenen Verkaufsflächen werden seit 2014 durch das irische Bekleidungshaus Primark genutzt.

### Bettenhaus
Das Bettenhochhaus wurde nach der Gleitbautechnologie errichtet und mit einem rechteckigen Grundriss von rund 25 m × 50 m ausgeführt. Für den 108 m hohen Gleitabschnitt wurden rund 10.000 m³ Beton sowie 1300 Tonnen Bewehrungsstahl verbaut. Der Gleitkörper wurde mit einer Vorhangfassade aus Stahl-Aluminium-Elementen verkleidet. Ein Hoteleingang befindet sich auf der Südostseite des Hochhauses mit der Adresse Alexanderstraße, ein zweiter Eingang liegt direkt in der Fußgängerzone des Alexanderplatzes. Das Erdgeschoss beherbergt den Empfang sowie die Speiseräume, die vom Küchentrakt umgeben sind. Der Nordbereich ist den technischen Anlagen vorbehalten. Im ersten Obergeschoss gibt es weitere Gaststätten sowie Fest- und Konferenzräume.
Das 38-geschossige Bettenhaus enthält 30 Bettenetagen, von denen jeweils zehn zusammengefasst sind. Acht Geschosse sind den notwendigen Installationen und Abstellmöglichkeiten vorbehalten. Die Zimmer gehen von zwei Mittelgängen ab. Jedes Hotelzimmer besitzt ein Bad und einen kleinen Vorraum. Die Stirnseiten des Gebäudes enthalten Notausgänge zu den Nottreppenhäusern. Ganz oben befindet sich eine öffentlich (gegen Eintritt) zugängliche Aussichtsterrasse. Eine Besonderheit der nach der politischen Wende umgestalteten Fassade stellen die nach oben immer heller werdende Fassadenverglasung dar – von unten dunkelblau bis oben hellblau. An das Bettenhaus schließt sich nach Nordwesten eine fünfgeschossige Garage (davon ein Tiefgeschoss) mit 192 Einstellplätzen an, die von der Alexanderstraße aus erreicht werden konnte. Im März 2021 wurde berichtet, dass sich der Buchstabe ‚r‘ aus der Leuchtschrift des Hotels gelöst hatte und herabzufallen drohte. Die Feuerwehr sicherte den Buchstaben.
Anfang 2018 begann der Umbau der ehemaligen Event-Etage im 37. Stockwerk. Für rund 1,5 Millionen Euro entstanden auf rund 1000 m² insgesamt 16 Luxus-Suiten und eine private Lounge. Am 14. November 2018 wurden die Sky-Suiten eröffnet. Die Suiten liegen auf einer Höhe von 110 m und mit einer Aussicht über Berlin. Dabei bieten die Suiten Platz auf mindestens 45 m² und die Ecksuiten lassen sich mit einer weiteren Suite zu einer Einheit von rund 120 m² verbinden. Alle Sky-Suiten haben bodentiefe Panoramafenster und in den Corner-Suiten bietet der 180-Grad-Blick eine besondere Sicht über Berlin. Das Frühstück wird im privaten Frühstücksbereich angeboten, der nur für die Gäste der Sky-Suiten zugänglich ist.
Während der Umbauarbeiten auf der 37. Etage wurde im jetzigen Frühstückbereich hinter einer Rigipswand ein verschollenes Kunstwerk von Gertraude Pohl und Gunda Walk wiederentdeckt. Die in den 1970er Jahren von der Vereinigung Interhotel in Auftrag gegebene reliefplastische Arbeit aus Keramik- und Glaselementen war ursprünglich ein 1,35 m × 9 m großes Relief, das im damaligen Hotel Stadt Berlin installiert wurde und dort im Roten Salon hing. Nach dem Ende der DDR galt es als verschollen. Nach dem Fund im Jahr 2018 konnte die Künstlerin Gertraude Pohl mit Hilfe einer Umfrage auf Facebook ausfindig gemacht werden. Sie hatte ihre Arbeit von damals bereits fast vergessen, war allerdings über den Fund so erfreut, dass sie das Mosaik persönlich restaurierte. Heute schmückt es in vier Teilen den Frühstücksraum.